# 아포크리토스 ~외전~
아포크리토스 ~외전~은 Wave Star이 만든 디지털 라이트노벨 장르의 소설이다.

## 스토리
본래 단 하나만 존재해야 하는 천사. 그러나 무언가의 착오로 존재해서는 안되는 두 번째의 천사의 알이 태어나고 수호기사 마그나는 규정에 따라 파괴해야 하는 두 번째 알을 탈취해 도주. 동경의 지하도를 무대로 벌어지는 마그나와 추격자 루의 싸움에 평범한 소녀 미카게가 말려드는데...

### 캐릭터
- 미카게
- 마그나
- 루

## 음악
GWAVE SuperFeature's vol.6 新宿 Legacy 참조

## 특징
- CG와 음성드라마가 융합했다는 게 독특한점이다
- 캐릭터의 대사가 자막표시되어 음성과 맞춰 즐기는 형태이면서 연출을 위해 1000장을 넘는 삽화, PC게임의 스크립트 이용한 연출. DVD 애니메이션을 관람하는 감각으로 소설을 읽는 감각을 융합한 새로운 표현형태의 작품이다.